# Trump contro Anderson
Trump contro Anderson è una sentenza della Corte suprema degli Stati Uniti d'America del 2024, che giudicò, per la prima volta, sulla possibilità per uno stato federato (che negli Stati Uniti gode di ampia autonomia nel processo elettorale) di escludere dalla corsa un candidato per eventuali gravi azioni attuate, sotto giuramento in quanto funzionario pubblico, in contrasto con la Costituzione degli Stati Uniti. Nello specifico, la discussione ruotò intorno al coinvolgimento dell’ex-Presidente degli Stati Uniti Donald J. Trump nell’assalto al Campidoglio del 2021, che, essendo questi, al tempo dei fatti, ancora in carica, si discusse come potenzialmente rientrabili nella fattispecie della sedizione.
Emanata a primarie repubblicane già in corso e ad un solo giorno dal Super Tuesday, la sentenza ha visto la Corte schierarsi, all’unanimità, a favore di Donald J. Trump, poiché la corte suprema del Colorado, nel giudicare, aveva difettato di competenza, dato che in questo caso, essendo l’incarico federale, il giudizio esclusivo risiedeva nel Congresso degli Stati Uniti.

## Origine del contenzioso

### Fatti del 6 gennaio
In seguito alla sconfitta del Presidente degli Stati Uniti Donald J. Trump alle elezioni presidenziali del 2020, varie forti proteste di piazza, infiammate dalla retorica e dalle accuse infondate dell’ex-Presidente su potenziali brogli elettorali, hanno portato il 6 gennaio 2021, dopo precedenti numerosi tentativi giudiziari e di altra natura falliti, ad un assalto violento ed armato al Congresso degli Stati Uniti, con il tentativo di interrompere il processo di certificazione dei Grandi elettori da parte del Vicepresidente Mike Pence. Ciò scatenò un'enorme problematica non solo di sicurezza ed incolumità, intaccata dai fatti, ma anche giudiziaria, rientrando potenzialmente queste fattispecie, essendo il Presidente ancora in carica, nel perimetro dell’insurrezione, della sedizione e dell’alto tradimento.
Per queste ragioni, il Presidente fronteggiò (anche con l’idea di vedersi applicare contro, nel caso, il XXV emendamento), successivamente alla sua dipartita dalla Casa Bianca, un processo di impeachment (da alcuni considerato tecnicamente incostituzionale, vista la cessazione dell’incarico), cui tuttavia egli sopravvisse, venendo assolto, nonostante il voto di 57 favorevoli e 43 contrari, per il mancato raggiungimento del quorum dei 2/3 per condannare.

### Successive fasi giudiziarie del caso
Nella seconda metà del 2023, con l’emergere dell’idea, poi condivisa da molti, di una potenziale incandidabilità del Presidente a causa della sezione 3 del XIV emendamento della Costituzione degli Stati Uniti d'America, in Colorado si avviò un procedimento per interdirlo, conclusosi con un successo grazie alla pronuncia della locale Corte Suprema.
Difatti, la sezione del XIV emendamento, recitando:
(XIV emendamento della Costituzione degli Stati Uniti, sez. 3)
avrebbe potenzialmente potuto escludere una candidatura di Trump, sebbene il linguaggio vago della disposizione, figlia dell’era della ricostruzione post-guerra civile, fece dubitare se vi potesse rientrare anche la Presidenza.

## Corte suprema
Concedendo un atto di certiorari in via accelerata il 5 gennaio 2024 (dopo l’appello del Partito Repubblicano il 27 dicembre e, contemporaneamente, di Trump il 3 gennaio), la Corte ha ascoltato gli argomenti orali l’8 febbraio.

### Esplicative
1. ↑  Conosciuta come Anderson contro Griswald fino all’appello in Corte suprema
2. ↑  La giudice Amy Coney Barrett ha concorso in giudizio dichiarando che la questione non avrebbe dovuto definire quale ramo avesse dovuto avere competenza a decidere, mentre le giudici Ketanji Brown Jackson, Elena Kagan e Sonia Sotomayor hanno criticato l’assegnazione dell’esclusività di tale potere al Congresso.

### Bibliografiche
1. ↑  (EN) Aaron Blake, 4 takeaways from the Supreme Court’s ruling on Trump and 14th Amendment, su washingtonpost.com, 4 marzo 2024. URL consultato il 5 marzo 2024.
2. ↑  (EN) The Second Impeachment of Donald Trump, su pbs.org. URL consultato il 5 marzo 2024.
3. ↑  (EN) Andrew Goudsward e Jack Queen, Trump barred from Colorado primary ballot for role in US Capitol attack, su reuters.com, 20 dicembre 2023. URL consultato il 5 marzo 2024.
4. ↑  (EN) Does the 14th Amendment bar Donald Trump from running for president?, su hls.harvard.edu, 29 gennaio 2024. URL consultato il 5 marzo 2024.
5. ↑  (EN) Supreme Court Agrees to Review Colorado Trump Disqualification, su lawfaremedia.org, 5 gennaio 2024. URL consultato il 5 marzo 2024.
6. ↑  (EN) Carrie Johnson, Supreme Court justices appear skeptical of effort to remove Trump from a state ballot, su npr.org, 5 marzo 2024. URL consultato l'8 febbraio 2024.